# Bossalamanders
Bossalamanders (Plethodon) zijn een geslacht van salamanders uit de familie longloze salamanders (Plethodontidae). De groep werd voor het eerst wetenschappelijk beschreven door Johann Jakob von Tschudi in 1838.
Er zijn 55 soorten die voorkomen in Noord-Amerika: in Mexico, de Verenigde Staten en Canada. De verschillende soorten komen zowel in de bergen voor als in lager gelegen gebieden. Bossalamanders zijn landbewoners die leven in bossen of andere gebieden met een strooisellaag.
Het voedsel bestaat uit ongewervelden zoals insecten. Ook insecten die door andere dieren worden vermeden worden door de salamander buitgemaakt, zoals stekende mieren en stinkwantsen die een smerige geur en smaak hebben.

## Soorten
Geslacht Plethodon
- Soort Plethodon ainsworthi
- Soort Plethodon albagula
- Soort Plethodon amplus
- Soort Plethodon angusticlavius
- Soort Plethodon asupak
- Soort Plethodon aureolus
- Soort Plethodon caddoensis
- Soort Plethodon chattahoochee
- Soort Plethodon cheoah
- Soort Plethodon chlorobryonis
- Soort Plethodon cinereus – Roodrugsalamander
- Soort Plethodon cylindraceus
- Soort Plethodon dorsalis
- Soort Plethodon dunni – Dunns salamander
- Soort Plethodon electromorphus
- Soort Plethodon elongatus
- Soort Plethodon fourchensis
- Soort Plethodon glutinosus – Kleverige salamander
- Soort Plethodon grobmani
- Soort Plethodon hoffmani
- Soort Plethodon hubrichti
- Soort Plethodon idahoensis
- Soort Plethodon jordani – Appalachen-bossalamander
- Soort Plethodon kentucki
- Soort Plethodon kiamichi
- Soort Plethodon kisatchie
- Soort Plethodon larselli
- Soort Plethodon meridianus
- Soort Plethodon metcalfi
- Soort Plethodon mississippi
- Soort Plethodon montanus
- Soort Plethodon neomexicanus
- Soort Plethodon nettingi
- Soort Plethodon ocmulgee
- Soort Plethodon ouachitae
- Soort Plethodon petraeus
- Soort Plethodon punctatus
- Soort Plethodon richmondi
- Soort Plethodon savannah
- Soort Plethodon sequoyah
- Soort Plethodon serratus
- Soort Plethodon shenandoah
- Soort Plethodon sherando
- Soort Plethodon shermani
- Soort Plethodon stormi
- Soort Plethodon teyahalee
- Soort Plethodon vandykei
- Soort Plethodon variolatus
- Soort Plethodon vehiculum
- Soort Plethodon ventralis
- Soort Plethodon virginia
- Soort Plethodon websteri
- Soort Plethodon wehrlei
- Soort Plethodon welleri
- Soort Plethodon yonahlossee